# 同兴乡 (犍为县)
同兴乡，是中华人民共和国四川省乐山市犍为县曾经下辖的一个乡。2019年12月，撤销同兴乡和双溪乡，设立双溪镇，以原同兴乡和原双溪乡所属行政区域为双溪镇的行政区域。

## 行政区划
同兴乡撤销前下辖以下地区：
小市村、永红村、三八村、九三村、灯塔村、坳口村、分水岭村、艾村和翻身村。